# Sophie Germain
Sophie Germain (født 1. april 1776 i Paris, død 27. juni 1831 sammested) var en fransk matematiker.
Germain nærede allerede som ganske ung en stærk interesse for matematik og korresponderede endogså under pseudonym med Adrien-Marie Legendre, Joseph Louis Lagrange og Carl Friedrich Gauss. I 1816 tilkendte det franske institut hende prisen for et arbejde om elastiske fladers svingninger, der var indleveret som besvarelse af en af instituttet stillet opgave; over det samme emne anstillede hun senere videregående undersøgelser (offentliggjorte 1826). Hun har desuden skrevet om fladers krumning (Crelle’s Journal, 1831) og ydet forskellige interessante bidrag til 2. udgave af Legendre’s Théorie des nombres.
Sophie Germain bidrog med en ny tilgang til løsningen af Fermats sidste sætning, der var meget mere generel end forrige strategier.
Ved sin død efterlod hun et stort antal manuskripter handlende om forskellige emner.

## Ekstern henvisning og kilde
Germain Sophie i Salmonsens Konversationsleksikon (2. udgave, 1920), bind 9, side 629, skrevet af Dr. phil Christian Crone
1. ↑  Navnet er anført på svensk og stammer fra Wikidata hvor navnet endnu ikke findes på dansk.